# فرانك إل. لامبرت
فرانك إل. لامبرت (بالإنجليزية: Frank L. Lambert)‏ هو كيميائي أمريكي، ولد في 10 يوليو 1918 في منيابولس في الولايات المتحدة، وتوفي في 28 ديسمبر 2018.